# NGC 5392
NGC 5392 este o galaxie lenticulară situată în constelația Fecioara. A fost descoperită în 15 aprilie 1787 de către William Herschel. Se află la o distanță de 105,99 megaparseci de Pământ.